# تريسي فلوري
تريسي فلوري هي لاعبة كرلنغ كندية، ولدت في 13 يونيو 1986 في غريتر سودبوري في كندا.

## وصلات خارجية
- تريسي فلوري على موقع الاتحاد الدولي للكرلنغ (الإنجليزية)